# Indie na Mistrzostwach Świata w Lekkoatletyce 2013
Indie na Mistrzostwach Świata w Lekkoatletyce 2013 – reprezentacja Indii podczas czempionatu w Moskwie liczyła 15 zawodników.

## Występy reprezentantów Indii

### Mężczyźni

#### Konkurencje biegowe
| Konkurencja   | Zawodnik             | Finał        | Finał   |
| Konkurencja   | Zawodnik             | Rezultat     | Pozycja |
| ------------- | -------------------- | ------------ | ------- |
| Chód na 20 km | Irfan Kolothum Thodi | DQ           | -       |
| Chód na 20 km | Gurmeet Singh        | 1:26:47      | 33.     |
| Chód na 20 km | Chandan Singh        | 1:26:51      | 34.     |
| Chód na 50 km | Basanta Bahadur Rana | 3:58:20 (SB) | 33.     |
| Chód na 50 km | Sandeep Kumar        | DQ           | -       |

#### Konkurencje techniczne
| Konkurencja  | Zawodnik          | Eliminacje | Eliminacje | Finał    | Finał   |
| Konkurencja  | Zawodnik          | Rezultat   | Pozycja    | Rezultat | Pozycja |
| ------------ | ----------------- | ---------- | ---------- | -------- | ------- |
| Rzut dyskiem | Vikas Gowda       | 63,64 m    | 7. q       | 64,03 m  | 7.      |
| Trójskok     | Renjith Maheśwary | 16,63 m    | 13.        | NQ       | NQ      |

### Kobiety

#### Konkurencje biegowe
| Konkurencja                   | Zawodniczka                                                                                          | Eliminacje | Eliminacje | Finał        | Finał   |
| Konkurencja                   | Zawodniczka                                                                                          | Rezultat   | Pozycja    | Rezultat     | Pozycja |
| ----------------------------- | --- | ---------- | ---------- | ------------ | ------- |
| Sztafeta 4 × 400 m            | Nirmala Tintu Luka Anu Mariam Jose Poovamma Raju Machettira Anilda Thomas Ashwini Chidananda Akkunji | 3:38,81    | 15.        | NQ           | NQ      |
| Bieg na 3000 m z przeszkodami | Sudha Singh                                                                                          | 9:51,05    | 23.        | NQ           | NQ      |
| Chód na 20 km                 | Khushbir Kaur                                                                                        | —          | —          | 1:34:28 (NR) | 39.     |